# Пјанавија
Пјанавија је насеље у Италији у округу Империја, региону Лигурија.
Према процени из 2011. у насељу је живело 33 становника. Насеље се налази на надморској висини од 389 м.